# Zari Elmassian
Zaruhi Elmassian (n. 12 octombrie 1906, Lynn⁠(d), Massachusetts, SUA – d. 6 februarie 1990, Los Angeles, California, SUA), cunoscută profesional ca Zari Elmassian și mai târziu sub numele de Zaruhi Elmassian Vartian, a fost o cântăreață americană de origine armeană, cunoscută mai ales pentru munca sa vocală la musicalurile de la Hollywood din anii 1930, inclusiv Vrăjitorul din Oz.

## Tinerețe
Zaruhi Elmassian s-a născut în Lynn, Massachusetts⁠(d), ca fiica lui John Elmassian și Satenig Aloojian Elmassian. Părinții ei s-au născut ambii în Armenia. Familia s-a mutat în Fresno, California, când s-a născut sora ei mai mică, Alice. Zari a studiat la Fresno State College⁠(d), Universitatea din California de Sud, Eastman School of Music⁠(d) și New England Conservatory of Music⁠(d).

## Carieră
Elmassian a cântat într-un program de radio în 1929 și cu Opera din San Francisco din 1930 până în 1932, în producții ca Hänsel și Gretel, Manon⁠(d), Tannhäuser și Carmen. Mai târziu, ea a cântat cu Opera din Los Angeles și a fost o cântăreață de concert și solistă în biserică în California, prin anii 1930 și 1940.
Elmassian a interpretat diverse partituri pentru musicaluri de la Hollywood, de obicei nemenționată pe generice, inclusiv It's Great to Be Alive (1933), Naughty Marietta⁠(d) (1935), Orchids to You (1935), Here's to Romance⁠(d) (1935), The Great Ziegfeld (1936), Charlie Chan la operă (1936), Maytime (1937), Sweethearts (1938), The Girl of the Golden West⁠(d) (1938), Vrăjitorul din Oz (1939) și Broadway Serenade⁠(d) (1939). Ea a fost, de asemenea, director muzical la Biserica Apostolică Armenă Sf. Iacob din Los Angeles (St. James Armenian Apostolic Church) și membră a Dominant Music Club, un club de femei pentru muzicieni profesioniști.
Împreună cu soțul ei Setrag Vartian (care a fost și regizor), a apărut într-o melodramă muzicală în limba armeană, Anoush (1945), bazată pe opera lui Hovhannes Toumanyan și opera Anoush⁠(d) de Armen Dickranian. De asemenea, au lansat împreună un album numit Armenian Songs. Zari Elmassian poate fi ascultată și pe un alt album, Oscar Levant Plays Levant & Gershwin.
În 1933, a fost pe prima pagină a ziarelor când a fost interogată cu privire la uciderea dentistului Leon Siever, aparent un fan al interpretărilor ei la Opera din Los Angeles. Siever a fost fondatorul și directorul Artists' Endowment, care i-a oferit lui Elmassian o bursă în 1930.

## Viață personală
Elmassian s-a căsătorit cu editorul de film Setrag Vartian în 1942, în Las Vegas, Nevada.  A rămas văduvă când Vartian a murit în 1986. Ea a murit în 1990, la Los Angeles, la vârsta de 83 de ani. Mormântul comun al celor doi se află în Cimitirul Inglewood Park.